# Echeveria lilacina
Echeveria lilacina, nome comum Echeveria fantasma, é uma espécie de suculenta do género Echeveria, pertencente à família Crassulaceae. O nome do género Echeveria foi dado em homenagem ao botânico e pintor mexicano do século XVIII Atanasio Echeverría y Godoy, famoso por suas pinturas de plantas.

## Habitat
Echeveria lilacina cresce em áreas rochosas em altitudes bastante elevadas.

## Cultivo
É cultivada como uma planta ornamental, para uso em jardins e como um vaso de plantas.